# Рокамадур (сир)
Рокамаду́р (фр. Rocamadour) — французький сир з козячого молока з натуральною плісеневою кіркою білого кольору. Сир виробляють в департаменті Лот між комунами Рокамадур, Грамат і Карлюсе, які розміщені на плато Керсі (фр. Quercy).
Він належить до сім'ї козячих сирів Кабеку. У 1996 році сир отримав сертифікат AOC.